# Estacas (Fornelos de Montes)
Estacas (oficialmente Santa María das Estacas) es una parroquia española del municipio de Fornelos de Montes, perteneciente a la provincia de Pontevedra, en la comunidad autónoma de Galicia.

## Toponimia
La parroquia puede aparecer referida como «Estacas», «As Estacas», «Santa María de Estacas» y «Santa María das Estacas».

## Historia
Hacia mediados del siglo XIX, la parroquia, por entonces perteneciente a Sotomayor, tenía contabilizada una población de 320 habitantes. Aparece descrita en el séptimo volumen del Diccionario geográfico-estadístico-histórico de España y sus posesiones de Ultramar de Pascual Madoz con las siguientes palabras:

ESTACAS (Sta. Maria): felig. en la prov. de Pontevedra (4 leg.), part. jud. de Redondela (4), dióc. de Tuy (7), ayunt. de Sotomayor (3). sit. en un terr. montañoso y escarpado, y combatida por todos los vientos escepto el S.: el clima es húmedo, y las enfermedades comunes afecciones reumáticas y elefancias. Tiene unas 70 casas de mala fábrica, distribuidas en el l. de su nombre y en los de Couñago y Bentelos. La igl. parr. dedicada á Ntra. Sra., está servida por 1 cura, cuyo destino es de entrada y de nombramiento de los vec.: en el átrio de la misma se halla el cementerio. Hay tambien 1 ermita tiulada de San Diego, que ninguna particularidad ofrece. Confina el term. N. Berducido; E. Lage; S. Barcia de Mera; y O. Fornelos de Montes: brotan en él distintas fuentes de aguas potables, y le cruzan los riach. llamado Counago y Puente Aneco, que nacen l primero en los montes de Bustelos, y el segundo en los de Suido, completamente despoblados de árboles. El terreno montuoso y quebrado es de inferior calidad: los caminos locales y malos: el correo se recibe por los interesados en la cap. del part., y en Puente Caldelas. prod. maiz, centeno y yerbas de pasto: se cria ganado vacuno y cabrio; hay caza de perdices y conejos; y pesca de truchas. ind. la agricultura y algunos molinos harineros para servicio del vecindario. pobl. 70 vec., 320 alm. contr. con su ayunt. (V.).
(Madoz, 1847, p. 587)

En la actualidad, pertenece al municipio de Fornelos de Montes. En 2022, tenía empadronados 135 habitantes.

## Patrimonio
Hay en la parroquia una iglesia de Santa María.